# Doble risc
 Doble risc (títol original en anglès: Double Jeopardy) és una pel·lícula estatunidenca dirigida per Bruce Beresford el 1999 i doblada al català.

## Argument
Libby marxa amb el seu marit Nick Parsons a una excursió al mar amb el seu nou veler: quan es desperta, està sola a bord, tacada de sang, i troba un ganivet ple de sang. Els guarda-costa arriben i a la vista de les circumstàncies Libby és inculpada de l'homicidi del seu marit. Comprenent que no té cap mitjà de provar la seva innocència, Libby confia el seu fill Matty a la seva millor amiga, Angela Green. Al procés destaca una prova aclaparadora: una gravació d'una crida rebuda pels guarda-costa on se sent Nick Parsons ferit i cridant socors indicant explícitament la seva dona com la seva atacant. Libby és condemnada.
Algunes setmanes més tard, té dificultats per parlar per telèfon amb el seu fill. Després d'una curta recerca, aconsegueix trobar Angela Green, que s'ha traslladat, i li retreu que hagi allunyat Matty. Parla amb el seu fill, però la comunicació és brutalment tallada quan el sent interpel·lar el seu pare, Nick. Comprèn que ha estat deliberadament enredada pel seu marit, encara viu. Però no té cap mitjà de provar-ho, i no pot obtenir el seu alliberament. Pels consells d'una copresonera, exadvocada, prepara llavors la seva venjança per a la seva sortida de presó, per una interpretació de la llei anomenada double jeopardy que no permet ningú ser jutjat dues vegades pels mateixos fets, en el seu cas l'homicidi del seu marit. Sis anys més tard, Libby és alliberada, i es posa a la recerca del seu fill.

## Comentari
La llei double jeopardy ("doble posada en perill", literalment) és mencionada per primera vegada per l'exadvocada amiga de Libby a la presó. Afirma que, ja que Libby ja ha estat jutjada i ha estat condemnada per l'homicidi del seu marit, no ho pot ser una segona vegada: tindria doncs el dret de matar Nick Parsons si el troba, sense arriscar-se a conseqüències legals. Aquesta interpretació de la llei és repetida per Libby davant el seu marit quan el troba, per espantar-lo, fer pressió sobre ell i convèncer-lo així de tornar a Libby el seu fill sense fer escàndol.

## Repartiment
- Tommy Lee Jones: Travis Lehman[2]
- Ashley Judd: Elizabeth 'Libby' Parsons
- Benjamin Weir: Matty Parsons, 4 anys
- Jay Brazeau: Bobby Long
- Bruce Greenwood: Nicholas 'Nick' Parsons
- John Maclaren: Rudy
- Ed Evanko: Warren
- Annabeth Gish: Angela 'Angie' Green
- Spencer Treat Clark: Matty Parsons, adolescent
- Bruce Campbell: servidor a la festa
- Brennan Elliott: pallasso
- Angela Schneider: pallasso femení
- Michael Gaston: Cutter
- Gillian Barber: Rebecca Tingely
- Tom McBeath: Oficial dels Guarda-costa
- David Jacox: Agent Ben

## Premis i nominacions
- Blockbuster Entertainment Awards el 2000 per a Ashley Judd, com a actriu millor en una pel·lícula de suspens.
- Dues nominacions als Blockbuster Entertainment Awards el 2000 per a Tommy Lee Jones com a actor millor en una pel·lícula de suspens, i per a Bruce Greenwood com a millor paper secundari en una pel·lícula de suspens.
- Nominació als MTV Movie Awards per a Ashley Judd com a millor actuació femenina.